# Lista de séries da SIC
As séries portuguesas produzidas pela SIC estão relacionadas nesta lista, que apresenta: ano que começaram a ser transmitidas, título, data de início, nº de temporadas e de episódios e o seu estado atual.

## Década de 1990
| Título                     | Estreia                 | Final                   | Temporada(s)                 | Estado     | Ref.                          |
| -------------------------- | ----------------------- | ----------------------- | ---------------------------- | ---------- | ----------------------------- |
| Giras e Pirosas            | 1992                    | —                       | —                            | Finalizada | —                             |
| A Viúva do Enforcado       | 31 de janeiro de 1993   | 1993                    | 1 temporada, 10 episódios    | Finalizada | —                             |
| Ora Bolas Marina           | 1993                    | —                       | —                            | Finalizada | —                             |
| Os Malucos do Riso         | 1 de setembro de 1995   | 2010                    | 29 temporadas, 575 episódios | Finalizada | —                             |
| Camilo & Filho Lda.        | 10 de outubro de 1995   | 3 de maio de 1996       | 1 temporada, 26 episódios    | Finalizada | —                             |
| Barba e Cabelo             | 1995                    | —                       | —                            | Finalizada | —                             |
| Pensão Estrela             | 1995                    | —                       | —                            | Finalizada | —                             |
| Trapalhões em Portugal     | 1995                    | —                       | —                            | Finalizada | —                             |
| Cuidado com o Fantasma     | 1996                    | —                       | —                            | Finalizada | —                             |
| Marina Dona Revista        | 1996                    | —                       | —                            | Finalizada | —                             |
| Sai da Minha Vida          | 1996                    | —                       | —                            | Finalizada | —                             |
| Jasmim - O Sonho do Cinema | 1996                    | —                       | 1 temporada, 11 episódios    | Finalizada | —                             |
| As Aventuras do Camilo     | 4 de janeiro de 1997    | 8 de agosto de 1997     | 1 temporada, 26 episódios    | Finalizada | [ 1 ]                         |
| Era uma Vez                | 11 de fevereiro de 1997 | 1997                    | 1 temporada, 14 episódios    | Finalizada | —                             |
| Senhores Doutores          | 22 de agosto de 1997    | 13 de fevereiro de 1998 | 1 temporada, 26 episódios    | Finalizada | —                             |
| Camilo na Prisão           | 3 de maio de 1998       | 23 de agosto de 1998    | 1 temporada, 17 episódios    | Finalizada | —                             |
| Um Sarilho Chamado Marina  | 1998                    | —                       | —                            | Finalizada | —                             |
| Médico de Família          | 1998                    | agosto de 2000          | 1 temporada, 117 episódios   | Finalizada | —                             |
| O Fura-Vidas               | 4 de abril de 1999      | 2002                    | 1 temporada, 39 episódios    | Finalizada | —                             |
| Jornalistas                | 1999                    | 2000                    | 1 temporada, 54 episódios    | Finalizada | —                             |
| A Loja do Camilo           | 1999                    | —                       | —                            | Finalizada | —                             |
| Residencial Tejo           | 1999                    | 2002                    | 4 temporadas, N/A episódios  | Finalizada | [ 2 ] [ 3 ] [ 4 ] [ 5 ] [ 6 ] |

## Década de 2000
| Título                         | Estreia                | Final                 | Temporada(s)               | Estado     | Ref.  |
| ------------------------------ | ---------------------- | --------------------- | -------------------------- | ---------- | ----- |
| Capitão Roby                   | 17 de maio de 2000     | 9 de agosto de 2000   | 1 temporada, 13 episódios  | Finalizada | —     |
| Uma Aventura                   | 14 de outubro de 2000  | 2009                  | 5 temporadas, 71 episódios | Finalizada | —     |
| O Bairro da Fonte              | 9 de novembro de 2000  | 2002                  | 2 temporadas, 60 episódios | Finalizada | —     |
| Querido Professor              | 2000                   | 2002                  | 1 temporada, 41 episódios  | Finalizada | —     |
| A Minha Família É uma Animação | 29 de março de 2001    | 2004                  | 2 temporadas, 51 episódios | Finalizada | —     |
| O Espírito da Lei              | 23 de setembro de 2001 | 2001                  | 1 temporada, 13 episódios  | Finalizada | —     |
| Cuidado com as Aparências      | 2001                   | —                     | —                          | Finalizada | —     |
| Não Há Pai                     | 2002                   | —                     | —                          | Finalizada | —     |
| Maré Alta                      | 23 de maio de 2004     | 9 de janeiro de 2005  | 1 temporada, 30 episódios  | Finalizada | [ 7 ] |
| Só Gosto de Ti                 | 2004                   | —                     | 1 temporada, 26 episódios  | Finalizada | —     |
| Camilo em Sarilhos             | 2005                   | 2006                  | 2 temporadas, 44 episódios | Finalizada | —     |
| Os Mini-Malucos do Riso        | 2005                   | —                     | —                          | Finalizada | —     |
| Zero em Comportamento          | 2005                   | —                     | —                          | Finalizada | —     |
| 7 Vidas                        | 17 de janeiro de 2006  | —                     | 4 temporadas, 44 episódios | Finalizada | —     |
| Aqui não Há Quem Viva          | 19 de maio de 2006     | 13 de julho de 2008   | 2 temporadas, 52 episódios | Finalizada | [ 8 ] |
| Hora H                         | 2007                   | —                     | —                          | Finalizada | —     |
| VIP Manicure                   | 8 de setembro de 2008  | —                     | —                          | Finalizada | —     |
| Camilo, o Presidente           | 2009                   | —                     | —                          | Finalizada | —     |
| Cenas do Casamento             | 8 de junho de 2009     | 3 de dezembro de 2009 | 2 temporadas, 20 episódios | Finalizada | [ 9 ] |

## Década de 2010
| Título         | Género                                    | Estreia               | Final                   | Temporada(s)                | Estado     | Ref.                 |
| -------------- | ----------------------------------------- | --------------------- | ----------------------- | --------------------------- | ---------- | -------------------- |
| Lua Vermelha   | sobrenatural, paranormal, drama, suspense | 31 de janeiro de 2010 | 27 de maio de 2012      | 1 temporada, 225 episódios  | Finalizada | —                    |
| A Família Mata | comédia                                   | 7 de março de 2011    | 1 de dezembro de 2012   | 2 temporadas, 75 episódios  | Finalizada | [ 10 ]               |
| Sal            | comédia                                   | 9 de agosto de 2014   | 27 de setembro de 2014  | 1 temporada, 8 episódios    | Finalizada | —                    |
| Golpe de Sorte | drama, suspense, romance, comédia         | 27 de maio de 2019    | 20 de fevereiro de 2021 | 4 temporadas, 238 episódios | Finalizada | [ 11 ] [ 12 ] [ 13 ] |

## Década de 2020
| Título                | Género          | Estreia                | Final                 | Temporada(s)               | Estado     | Ref.                 |
| --------------------- | --------------- | ---------------------- | --------------------- | -------------------------- | ---------- | -------------------- |
| Patrões Fora          | comédia         | 12 de dezembro de 2020 | 3 de setembro de 2022 | 5 temporadas, 31 episódios | Finalizada | [ 14 ] [ 15 ]        |
| Princípio, Meio e Fim | humor           | 11 de abril de 2021    | 16 de maio de 2021    | 1 temporada, 6 episódios   | Finalizada | [ 16 ] [ 17 ] [ 18 ] |
| A Casa da Aurora      | sitcom, comédia | 30 de setembro de 2023 | 4 de novembro de 2023 | 1 parte, 6 episódios       | Finalizada | [ 19 ] [ 20 ] [ 21 ] |

## Minisséries
| Título                    | Género                      | Estreia                | Final                  | Temporada(s) / Episódios | Estado     | Ref.          |
| ------------------------- | --------------------------- | ---------------------- | ---------------------- | ------------------------ | ---------- | ------------- |
| A Vida Privada de Salazar | drama histórico e romance   | 8 de fevereiro de 2008 | 9 de fevereiro de 2008 | 1 temporada, 2 episódios | Finalizada | —             |
| Nazaré: Especial de Natal | comédia dramática natalícia | 21 de dezembro de 2020 | 23 de dezembro de 2020 | 1 temporada, 3 episódios | Finalizada | [ 22 ] [ 23 ] |
| Marco Paulo               | drama biográfico            | 1 de janeiro de 2023   | 1 de janeiro de 2023   | 1 temporada, 3 episódios | Finalizada | [ 24 ] [ 25 ] |